# Schlacht bei Rajowka
1. Phase: Schwedische Dominanz (1700–1709)
Dänischer Kriegsschauplatz (1700)
Humlebæk • Tönning I 
Livländ./ Estnischer Kriegsschauplatz (1700–1708)
Riga I • Jungfernhof • Varja • Pühhajoggi • Narva • Petschora • Düna • Rauge • Erastfer • Hummelshof • Embach • Tartu • Narva II • Wesenberg I • Wesenberg II
Ingermanländ./ Finnischer Kriegsschauplatz (ab 1701)
Archangelsk • Ladogasee • Nöteborg • Nyenschanz • Newa • Systerbäck • Petersburg • Wyborg I • Porvoo • Newa II • Koporje II • Kolkanpää
Litauisch-weißrussischer Kriegsschauplatz (1702–1706)
Vilnius • Saladen • Jakobstadt • Gemauerthof • Mitau • Grodno I • Olkieniki • Njaswisch • Klezk • Ljachawitschy
Polnischer Kriegsschauplatz (1702–1706)
Klissow • Pułtusk • Thorn • Lemberg • Warschau • Posen • Punitz • Tillendorf • Rakowitz • Praga • Fraustadt • Kalisch 
Russischer Kriegsschauplatz (1708–1709)
Grodno II • Golowtschin • Moljatitschi • Rajowka • Lesnaja • Desna • Baturyn • Koniecpol • Weprik • Opischnja • Krasnokutsk • Sokolki • Poltawa I • Poltawa II
2. Phase: Schweden in der Defensive (1710–1721)
Baltischer und Finnischer Kriegsschauplatz (bis 1714)
Riga II • Wyborg II • Pernau • Kexholm • Reval • Hogland • Pälkäne • Storkyro • Nyslott • Hanko 
Schwed./Norwegischer Kriegsschauplatz (1710–1721)
Helsingborg • Køge-Bucht • Bottnischer Meerbusen • Frederikshald I • Dynekilen-Fjord • Göteborg I • Strömstad • Trondheim • Frederikshald II • Marstrand • Ösel • Göteborg II • Södra Stäket • Grönham • Sundsvall
Norddeutscher Kriegsschauplatz (1711–1716)
Elbing • Wismar I • Lübow • Stralsund I • Greifswalder Bodden I • Stade • Rügen • Gadebusch • Altona • Tönning II • Stettin • Fehmarn • Wismar II • Stralsund II • Jasmund • Peenemünde • Greifswalder Bodden II • Stresow 
Die Schlacht bei Rajowka war ein kleines Scharmützel des Russlandfeldzugs von Karl XII. im Großen Nordischen Krieg. Sie ereignete sich am 20. September 1708 in der Nähe der kleinen Ortschaft Rajowka. Dieses Gefecht endete mit einem Sieg der schwedischen Armee. König Karl XII. wurde in dem Gefecht leicht verwundet. Sein Generaladjutant Rosenstjerna fand den Tod.

## Im Vorfeld
| \| Schlacht bei Rajowka \| |
| Lage des Schlachtfeldes    |
| Schlacht bei Rajowka       |

Anfang September 1708 verlor die auf dem Vormarsch nach Moskau befindliche schwedische Armee die Schlacht bei Moljatitschi und zog sich zurück. Durch das sumpfige Gelände war es der russischen Armee unter Kommando von Generalmajor Michail Golizyn nicht möglich, die Schweden zu verfolgen. Trotz des errungenen Sieges zogen sich die Russen nach Smolensk zurück. Karl XII. erkannte aus dem bisherigen Verlauf des Russlandfeldzugs, dass die russische Armee in den letzten acht Kriegsjahren kampfstärker geworden war. Die russische Armee war kein „wilder Haufen“ von Soldaten mehr, sondern ein ernst zu nehmender Gegner für die bis dato sieggewohnten Schweden geworden.
Nach einer eintägigen Ruhe marschierte der Schwedenkönig ebenfalls Richtung Smolensk, um dort das russische Armeekorps zu stellen. Der Zar hatte mit seinen Truppen in Dobry sein Lager aufgeschlagen und verließ dieses, nachdem er von dem Vormarsch der Schweden erfuhr. Während des Vormarsches wurden die Schweden immer wieder in den Flanken von einigen Tausend berittenen Kosaken angegriffen. Diese kleineren Gefechte wurden zwar alle von den Schweden gewonnen, aber dennoch war dieser Abnutzungskrieg auf Dauer für die Schweden problematisch, denn auf jeden schwedischen Soldaten hatte der Zar zehn russische oder verbündete Soldaten zur Verfügung und so wogen die Verluste für die Armee Karls XII., weit ab von den eigenen Versorgungsrouten, schwerer.
Trotz der andauernden Angriffe der Reiter setzten die Schweden den Vormarsch fort. Auf diesem Marsch kam es in der Nähe des kleinen Ortes Rajowka zum Gefecht. Anfänglich dachte der König, es wäre nur eine kleinere Schwadron kalmückischer Reiter und schickte eine kleine Patrouille den russischen Reitern entgegen. Diese kamen aber bald zurück geritten und berichteten dem König, dass es sich um eine Vielzahl regulärer russischer Kavallerie handelte.
Karl XII. war bereit sich mit den russischen Reitern zu schlagen und entsandte Feldmarschall Rehnskiöld zum Gros der Armee zurück, um weitere Verstärkung nachzuziehen. Er selber wartete aber nicht auf diese Verstärkung, sondern ritt an der Spitze des ostgotländischen Reiterregimentes direkt auf die Russen zu. An der Seite des Königs ritt der Prinz von Württemberg.

## Die Schlacht
Das unerwartete Vorpreschen der schwedischen Reiter zerschlug die Ordnung der russischen Kavallerie. Nur durch den glücklichen Umstand der zahlenmäßigen Überlegenheit konnten sich diese wieder sammeln. Bereits nach wenigen Minuten wurden die schwedischen Reiter von den Russen umzingelt und der Karl XII. vom Prinzen von Württemberg getrennt. Die Schwadron des Königs wurde bei den folgenden Kämpfen fast vollständig getötet. Nur die einfache Uniform, die persönliche Tapferkeit im Nahkampf und sein Mut retteten Karl XII. das Leben. Dem König wurde während des Gefechtes das Pferd weggeschossen, sodass er zu Fuß weiter kämpfen musste. An seiner Seite starb der Generaladjutant Ture Hard auf seinem Pferd, nachdem ihn mehrere Säbel durchstießen. Der Schwedenkönig schwang sich dann auf das Pferd des toten Adjutanten und setzte den Kampf wieder beritten fort. Generaladjutant Carl Gustaf Rosenstjerna wurde von Karl XII. zur Hauptarmee gesandt, um Verstärkung anzufordern. Dabei wurde er aber von mehreren russischen Reitern verfolgt. Diese schossen ihn vom Pferd und bekämpften ihn, wobei er schwer verletzt wurde und nach mehreren Tagen starb.
Der Prinz von Württemberg verlor wie Karl fast alle seine Männer. Durch die schlechte Sicht konnte er sich unerkannt unter die russischen Reiter mischen und im vermeintlichen Angriff auf die Schweden wieder zu den seinen stoßen. Auch der Prinz trug eine einfache Reiteruniform.
Inzwischen waren die Leibtrabanten und die småländischen Dragoner unter dem Befehl von Oberst Dahldorff eingetroffen und griffen die heranstürmenden russischen Reiter an. Diese zogen sich beim Anblick der Verstärkung sofort zurück. Damit war das nutzlose und beiderseitig verlustreiche Gefecht beendet.

## Die Folgen
Karl XII. ließ seine Truppen mehrere Tage ausruhen. Die Verluste in den Gefechten von Moljatitschi und Rajowka waren enorm und die Moral der schwedischen Truppen war gedämpft, was negativ für die weiteren Feldzugspläne des Königs war.
Wenige Wochen später wurde ein schwedisches Entsatzheer in der Schlacht bei Lesnaja vernichtend geschlagen und der Schwedenkönig musste den Feldzug nach Moskau abbrechen.